# Elisa Rigaudo
Elisa Rigaudo (Cuneo, 17 giugno 1980) è un'ex marciatrice italiana.
In carriera nelle rassegne internazionali ha vinto l'oro nella 20 km di marcia su strada agli Europei under 23 di Amsterdam 2001, nella classifica a squadre della Coppa Europa di marcia a Čeboksary 2003 ed ancora nella marcia 20 km su strada ai Giochi del Mediterraneo di Almeria 2005; ha vinto 3 volte la medaglia d'argento nella classifica a squadre di Coppe internazionali di marcia: Coppa del mondo a Torino 2002 e Coppa Europa a Miskolc 2005 e Murcia 2015.
Ha ottenuto anche 5 volte la medaglia di bronzo, sempre nella marcia 20 km: nella Coppa Europa di marcia a Miskolc 2005, agli Europei di Göteborg 2006, ai Giochi olimpici di Pechino 2008, nella Coppa Europa di marcia di Olhão 2011 e ai Mondiali di Taegu, dopo la squalifica di un’atleta russa.
Ha vinto 14 titoli italiani assoluti e detiene 5 record nazionali promesse.
Marciatrice italiana più titolata di lei ai campionati italiani assoluti (tra gare indoor e quelle outdoor) resta soltanto Ileana Salvador con 15 successi, almeno uno in ognuna delle 4 distanze di marcia (3000 m indoor, 5000 e 10000 m outdoor, 20 km su strada).
Detiene la 4ª migliore prestazione italiana all time sui 3000 m di marcia indoor (dopo Eleonora Anna Giorgi, Ileana Salvador e Annarita Sidoti) e la 5ª sui 20 km di marcia su strada (dopo Giorgi e Elisabetta Perrone).

## Biografia
È nativa di Robilante dove tuttora vive.

### Gli inizi, le prime gare ai campionati italiani assoluti e le prime esperienze in rassegne internazionali
Marciatrice, iniziata alla marcia nel 1992 (12 anni categoria Ragazze) dal suo primo allenatore Mario Bianco.
1997, dodicesimo posto nei 5 km agli assoluti di Milano; 1998, nona e sesta rispettivamente su 5 e 10 km outdoor; 1999, agli assoluti indoor sesta nei 3 km ed agli assoluti settima sui 5 km.
Nel 2000 diventa atleta a tempo pieno allenata da Sandro Damilano presso la Scuola mondiale di marcia di Saluzzo fino al 2013. Arriva quinta nei 3 km agli assoluti indoor.
Il primo risultato importante è la vittoria del titolo continentale agli Europei under 23 sui 20 km ad Amsterdam (Paesi Bassi) nel 2001 (alle Universiadi di Pechino in Cina non aveva finito la gara), ma già nella categoria juniores si era distinta: settima a sorpresa nel 1998 ai Mondiali francesi di Annecy, l'anno dopo fu forse tradita dal primo esperimento personale di preparazione in altura (Sestriere) agli Europei juniores di Riga (Lettonia, dove era attesa tra le pretendenti al podio e giunse sesta

### 2002: l'ingresso nelle Fiamme Gialle e l'esordio con la Nazionale assoluta
Nel 2002 ha vinto la medaglia di bronzo agli assoluti sui 20 km di marcia su strada (4º posto nei 3 km agli assoluti indoor).
Nello stesso anno riceve un richiamo pubblico dalla IAAF per positività alla caffeina, sostanza poi rimossa dalle liste, ad un controllo dopo i Campionati di società di marcia. Il mese successivo entra a fare parte del Gruppi Sportivi Fiamme Gialle. È la prima donna italiana ad essere arruolata dalla Guardia di Finanza.
Sempre nel 2002 esordisce nella sua regione, il Piemonte, con la Nazionale assoluta nella Coppa del mondo di marcia gareggiando a Torino ed arrivando sul traguardo al 16º posto e vincendo la medaglia d'argento nella classifica a squadre.

### 2003-2008: i primi titoli italiani assoluti, le olimpiadi di Atene, l'oro ai Giochi del Mediterraneo, il bronzo continentale e quello olimpico
Nel 2003 vince il suo primo titolo italiano assoluto nella marcia 20 km su strada, dopo essere stata vicecampionessa sia sui 3 km indoor che nei 5 km outdoor; sempre nel 2003 giunge 13ª nella Coppa Europa di marcia a Čeboksary in Russia (oro nella classifica a squadre) e l'esordio nella “grande atletica” a Parigi durante i Mondiali dove si classifica in 10ª posizione. L'anno successivo, 2004, dopo un inizio di stagione travolgente vince il IAAF Race Walking Challenge, giunge al quinto posto nella Coppa del mondo di marcia a Naumburg in Germania (sesta nella classifica a squadre) e si presenta alle Olimpiadi di Atene come favorita all'oro che però non arriva, tradita forse dall'emozione giunge 6ª al traguardo. Sempre nel 2004 centra un tris di titoli italiani assoluti: 3 km indoor, 5 km outdoor e 20 km su strada.
I risultati più importanti arrivano più tardi; nel 2005 la prima medaglia internazionale con l'oro ai Giochi del Mediterraneo di Almeria (in precedenza bronzo nell'individuale nella Coppa Europa di marcia a Miskolc in Ungheria ed argento nella classifica a squadre e poi settima posizione ai Mondiali finlandesi di Helsinki); nel 2006 arriva il bronzo continentale agli Europei di Göteborg in Svezia (in precedenza decimo posto nella Coppa del mondo di marcia in Spagna a La Coruña ed ottava nella classifica a squadre) e nel 2008 la medaglia più importante della carriera, il bronzo olimpico nella 20 km di Pechino sotto una pioggia incessante (sempre nel 2008 era stata ventesima nella Coppa del mondo di marcia a in Russia a Čeboksary e settima nella classifica a squadre).
Sette titoli italiani assoluti, con tre doppiette, tra il 2005 ed il 2008: doppietta nel 2005 (3 km indoor e 20 km su strada); campionessa assoluta al coperto nei 3 km nel 2006; altra doppietta nel 2007 (3 km indoor e 5 km outdoor), un'altra doppietta nel 2008 (3 km indoor e 20 su strada).
2007, prima arriva al quarto posto nella Coppa Europa di marcia tenutasi a Leamington Spa in Gran Bretagna (quinta nella classifica a squadre) e poi si ritira ai Mondiali di Osaka in Giappone.

### 2009-2017: la doppia gravidanza, il 14º titolo italiano assoluto, la squalifica mondiale a Pechino, le Olimpiadi di Rio e il ritiro
Nel 2009 al coperto vince il titolo assoluto indoor nella marcia 3 km e poi outdoor fallisce l'appuntamento ai Mondiali tedeschi a Berlino giungendo stremata al traguardo e conquistando la 9ª piazza. Dopo essere diventata mamma il 26 settembre del 2010 alla fine dell'anno riprende gli allenamenti. Il 22 maggio 2011 a Olhão (Portogallo) rientra alle competizioni e ottiene il terzo posto in Coppa Europa di marcia (quinta nella classifica a squadre).
Il 27 aprile del 2010 è andata in onda su Rai 1 dal Teatro delle Vittorie in Roma una puntata del programma televisivo "I Soliti ignoti" condotto da Fabrizio Frizzi, in cui lei era presente in veste di medagliata olimpica, bronzo nella marcia 20 km su strada a Pechino 2008.
Nonostante sia tornata ad allenarsi da poco, ai Mondiali di Taegu (Corea del Sud), arriva al quarto posto nella marcia 20 km, suo miglior piazzamento in un mondiale. A distanza di otto anni, a causa della squalifica per doping comminata dalla IAAF alle atlete russe Ol'ga Kanis'kina e Anisja Kirdjapkina, che avevano concluso la gara rispettivamente al primo e terzo posto, ha ottenuto la medaglia d'argento.
Nel 2012 nei 20 km di marcia su strada, arriva settima sia nella Coppa del mondo di marcia a Saransk in Russia (quinta nella classifica a squadre) sia a Londra in occasione delle Olimpiadi, il migliore risultato al femminile ottenuto nell'atletica in questa edizione dei Giochi. 
Nel 2013 vince prima il titolo italiano assoluto sui 10 km, si ritira nella Coppa Europa di marcia a Dudince in Slovacchia e poi arriva l'appuntamento con il Mondiale di Mosca (Russia) dove dopo una gara in testa chiude dietro a due russe ed altrettante cinesi al 5º posto, che nel 2019 è stato trasformato in 4º posto a seguito della squalifica di un'atleta.. Nel 2022 dopo la squalifica di un'altra atleta russa le verrà assegnata la medaglia di bronzo. Il 7 settembre del 2014 diventa mamma per la seconda volta.
Dal 2014 al 2016 è stata allenata da Patrizio Parcesepe.
Nel 2015 vince a Torino il suo 14º titolo italiano assoluto, arriva ottava nella Coppa Europa di marcia a Murcia (Spagna) e vince l'argento nella classifica a squadre, poi partecipa ai Mondiali cinesi di Pechino dove viene squalificata per la prima volta in carriera.
Il 7 maggio del 2016 disputa i Mondiali a squadre di marcia tenutisi in Italia a Roma: conclude la prova individuale al quarto posto, la migliore tra le italiane in gara sui 20 km; invece nella classifica a squadre termina al sesto posto in classifica.
Il 19 agosto affronta, sempre la 20 km di marcia, ai Giochi olimpici di Rio de Janeiro (Brasile): nell’occasione giunge al traguardo in undicesima posizione, seconda tra le italiane dopo Antonella Palmisano (quarta).
Per la Rigaudo è stata la quarta Olimpiade disputata in carriera, tutte quante portate a termine.
Il 23 febbraio del 2017 annuncia il suo ritiro.

## Record nazionali

### Promesse
- Marcia 3000 metri: 12'28"92 ( Torino, 7 giugno 2002)[18]
- Marcia 10000 metri: 44'39"10 ( Castelnovo ne' Monti, 27 luglio 2002)[18]
- Marcia 10 km su strada: 43'29 ( Piacenza, 30 giugno 2002)[18]
- Marcia 20 km: 1:29'54 ( Amsterdam, 15 luglio 2001)[18]
- Marcia 20 km su strada: 1:29'54 ( Amsterdam, 15 luglio 2001)[18]

## Progressione

### Marcia 3000 metri indoor
| Stagione | Tempo    | Luogo  | Data      | Rank. Mond. |
| -------- | -------- | ------ | --------- | ----------- |
| 2009     | 12'40"75 | Torino | 21-2-2009 | -           |
| 2008     | 12'10"23 | Genova | 23-2-2008 | -           |
| 2007     | 12'14"72 | Ancona | 17-2-2007 | -           |
| 2006     | 12'10"61 | Ancona | 18-2-2006 | -           |
| 2005     | 12'09"57 | Ancona | 19-2-2005 | -           |
| 2004     | 11'57"00 | Genova | 21-2-2004 | -           |
| 2002     | 12'48"35 | Genova | 16-2-2002 | -           |
| 2000     | 12'50"40 | Genova | 12-2-2000 | -           |
| 1999     | 13'14"41 | Genova | 20-2-1999 | -           |

### Marcia 5000 metri
| Stagione | Tempo    | Luogo      | Data      | Rank. Mond. |
| -------- | -------- | ---------- | --------- | ----------- |
| 2011     | 21'12"73 | Firenze    | 4-6-2011  | -           |
| 2009     | 21'24"30 | Susa       | 13-9-2009 | -           |
| 2007     | 21'45"46 | Padova     | 18-7-2007 | -           |
| 2004     | 21'08"96 | Firenze    | 10-7-2004 | -           |
| 2003     | 21'10"31 | Rieti      | 2-8-2003  | -           |
| 2002     | 20'56"29 | Pescara    | 14-9-2002 | -           |
| 2001     | 21'36"93 | Bressanone | 16-6-2001 | -           |
| 2000     | 22'40"95 | Torino     | 3-6-2000  | -           |
| 1999     | 22'17"68 | Riga       | 5-8-1999  | -           |
| 1998     | 23'25"82 | Roma       | 10-7-1998 | -           |

### Marcia 10 km su strada
| Stagione | Tempo | Luogo              | Data       | Rank. Mond. |
| -------- | ----- | ------------------ | ---------- | ----------- |
| 2015     | 43'08 | Torino             | 24-7-2015  | -           |
| 2012     | 44'24 | Ordos              | 14-9-2012  | -           |
| 2011     | 46'26 | Roma               | 15-10-2011 | -           |
| 2009     | 42'33 | Pescara            | 19-4-2009  | -           |
| 2008     | 44'08 | Molfetta           | 21-6-2008  | -           |
| 2007     | 45'21 | Fiumicino          | 9-9-2007   | -           |
| 2006     | 46'30 | Palermo            | 5-2-2006   | -           |
| 2005     | 43'26 | Lloret de Mar      | 10-4-2005  | -           |
| 2004     | 43'43 | Piacenza           | 26-9-2004  | -           |
| 2002     | 43'29 | Piacenza           | 30-6-2002  | -           |
| 2001     | 45'01 | Sesto San Giovanni | 1-5-2001   | -           |
| 2000     | 46'36 | Leamington Spa     | 23-4-2000  | -           |

### Marcia 20 km su strada
| Stagione | Tempo   | Luogo              | Data      | Rank. Mond. |
| -------- | ------- | ------------------ | --------- | ----------- |
| 2016     | 1:28'03 | Roma               | 7-5-2016  | -           |
| 2015     | 1:28'01 | Murcia             | 17-5-2015 | -           |
| 2013     | 1:28'41 | Mosca              | 13-8-2013 | -           |
| 2012     | 1:27'36 | Londra             | 11-8-2012 | -           |
| 2011     | 1:30'44 | Taegu              | 31-8-2011 | -           |
| 2009     | 1:29'04 | Sesto San Giovanni | 1-5-2009  | -           |
| 2008     | 1:27'12 | Pechino            | 21-8-2008 | -           |
| 2007     | 1:29'15 | Leamington Spa     | 20-5-2007 | -           |
| 2006     | 1:28'37 | Göteborg           | 9-8-2006  | -           |
| 2005     | 1:29'26 | Miskolc            | 21-5-2005 | -           |
| 2004     | 1:27'49 | Naumburg           | 2-5-2004  | -           |
| 2003     | 1:30'34 | Parigi             | 24-8-2003 | -           |
| 2002     | 1:30'43 | Dublino            | 15-6-2002 | -           |
| 2001     | 1:29'54 | Amsterdam          | 15-7-2001 | -           |
| 2000     | 1:32'50 | Taranto            | 19-3-2000 | -           |
| 1999     | 1:42'40 | Termini Imerese    | 11-9-1999 | -           |

## Palmarès
| Anno | Manifestazione          | Sede           | Evento        | Risultato | Prestazione | Note                                     |
| ---- | ----------------------- | -------------- | ------------- | --------- | ----------- | ---------------------------------------- |
| 1998 | Mondiali juniores       | Annecy         | Marcia 5000 m | 7ª        | 22'07'21    | [ 19 ]                                   |
| 1999 | Europei juniores        | Riga           | Marcia 5000 m | 6ª        | 22'17"68    | [ 20 ]                                   |
| 2001 | Europei under 23        | Amsterdam      | Marcia 20 km  | Oro       | 1h29'54"    | [ 20 ]                                   |
| 2001 | Universiadi             | Pechino        | Marcia 10 km  | dnf       | dnf         | [ 21 ]                                   |
| 2003 | Mondiali                | Saint-Denis    | Marcia 20 km  | 10ª       | 1h30'34"    | [ 22 ]                                   |
| 2004 | Giochi olimpici         | Atene          | Marcia 20 km  | 6ª        | 1h29'57"    | [ 23 ]                                   |
| 2005 | Giochi del Mediterraneo | Almería        | Marcia 20 km  | Oro       | 1h32'44"    | [ 24 ]                                   |
| 2005 | Mondiali                | Helsinki       | Marcia 20 km  | 7ª        | 1h29'52"    | [ 24 ]                                   |
| 2006 | Europei                 | Göteborg       | Marcia 20 km  | Bronzo    | 1h28'37"    | [ 25 ]                                   |
| 2007 | Mondiali                | Osaka          | Marcia 20 km  | dnf       | dnf         | [ 26 ]                                   |
| 2008 | Giochi olimpici         | Pechino        | Marcia 20 km  | Bronzo    | 1h27'12"    | [ 27 ]                                   |
| 2009 | Mondiali                | Berlino        | Marcia 20 km  | 8ª        | 1h32'52"    | [ 28 ]                                   |
| 2011 | Mondiali                | Taegu          | Marcia 20 km  | Argento   | 1h30'44"    | [ 29 ] [ 30 ]                            |
| 2012 | Giochi olimpici         | Londra         | Marcia 20 km  | 4ª        | 1h27'36"    | Miglior prestazione personale stagionale |
| 2013 | Mondiali                | Mosca          | Marcia 20 km  | Bronzo    | 1h28'41"    | [ 31 ]                                   |
| 2015 | Mondiali                | Pechino        | Marcia 20 km  | dq        | dq          | [ 16 ]                                   |
| 2016 | Giochi olimpici         | Rio de Janeiro | Marcia 20 km  | 11ª       | 1h31'04"    | [ 32 ]                                   |

## Campionati nazionali
- 2 volte campionessa assoluta nei 10 km di marcia (2013, 2015)
- 4 volte campionessa assoluta nei 20 km di marcia (2003, 2004, 2005, 2008)
- 2 volte campionessa assoluta nei 5 km di marcia (2004, 2007)
- 6 volte campionessa assoluta indoor nei 3 km di marcia (2004, 2005, 2006, 2007, 2008, 2009)

1997
- 12ª ai Campionati italiani assoluti, (Milano), Marcia 5 km[33]

1998
- 9ª ai Campionati italiani assoluti, (Roma), Marcia 5 km - 23'25"82 [20]
- 6ª ai Campionati italiani assoluti, Marcia 10 km[33]

1999
- 6ª ai Campionati italiani assoluti indoor, (Genova), Marcia 3 km - 13'14"41 [20]
- 7ª ai Campionati italiani assoluti, (Pescara), Marcia 5 km[33]

2000
- 5ª ai Campionati italiani assoluti indoor, (Genova), Marcia 3 km - 12'50"40 [20]

2002
- 4ª ai Campionati italiani assoluti indoor, (Genova), Marcia 3 km - 12'48"35 [34]
- Bronzo ai Campionati italiani assoluti, (Grosseto), Marcia 20 km su strada - 1:35'48[35]

2003
- Argento ai Campionati italiani assoluti indoor, (Genova), Marcia 3 km[33]
- Argento ai Campionati italiani assoluti, (Rieti), Marcia 5 km - 21'10"31 [36]
- Oro ai Campionati italiani assoluti di marcia 20 km su strada, (Prato), Marcia 20 km su strada - 1:35'21[36]

2004
- Oro ai Campionati italiani assoluti indoor, (Genova), Marcia 3 km - 11'57"00 [37]
- Oro ai Campionati italiani assoluti, (Firenze), Marcia 5 km - 21'08"96 [38]
- Oro ai Campionati italiani assoluti di marcia 20 km su strada, (Riccione), Marcia 20 km su strada - 1:31'13[38]

2005
- Oro ai Campionati italiani assoluti indoor, (Ancona), Marcia 3 km - 12'09"57 [39]
- Oro ai Campionati italiani assoluti di marcia 20 km su strada, (Piacenza), Marcia 20 km su strada - 1:33'46[40]

2006
- Oro ai Campionati italiani assoluti indoor, (Ancona), Marcia 3 km - 12'10"61 [41]

2007
- Oro ai Campionati italiani assoluti indoor, (Ancona), Marcia 3 km - 12'14"72 [42]
- Oro ai Campionati italiani assoluti, (Padova), Marcia 5 km - 21'45"46 [43]

2008
- Oro ai Campionati italiani assoluti indoor, (Genova), Marcia 3 km - 12'10"23 [44]
- Oro ai Campionati italiani assoluti di marcia 20 km su strada, (Borgo Valsugana), Marcia 20 km su strada - 1:30'33[45]

2009
- Oro ai Campionati italiani assoluti indoor, (Torino), Marcia 3 km - 12'40"75 [46]

2013
- Oro ai Campionati italiani assoluti, (Milano), Marcia 10 km - 43'44"96[47]

2015
- Oro ai Campionati italiani assoluti, (Torino), Marcia 10 km - 43'08 [48]

## Altre competizioni internazionali
2002
- 16ª nella Coppa del mondo di marcia, ( Torino), Marcia 20 km su strada - 1:33'38[49]
- Argento nella Coppa del mondo di marcia, ( Torino), Classifica a squadre - 26 punti[50]

2003
- 13ª nella Coppa Europa di marcia, ( Čeboksary), Marcia 20 km su strada - 1:31'18[22]
- Oro nella Coppa Europa di marcia, ( Čeboksary), Classifica a squadre - 27 punti[51]

2004
- 5ª nella Coppa del mondo di marcia, ( Naumburg), Marcia 20 km su strada - 1:27'49 [23]
- 6ª Coppa del mondo di marcia, ( Naumburg), Classifica a squadre - 56 punti[52]

2005
- Bronzo nella Coppa Europa di marcia, ( Miskolc), Marcia 20 km su strada - 1:29'26 [24]
- Argento nella Coppa Europa di marcia, ( Miskolc), Classifica a squadre - 26 punti[53]

2006
- 10ª nella Coppa del mondo di marcia, ( La Coruña), Marcia 20 km su strada - 1:29'37[25]
- 8ª nella Coppa del mondo di marcia, ( La Coruña), Classifica a squadre - 98 punti[54]

2007
- 4ª nella Coppa Europa di marcia, ( Leamington Spa),
Marcia 20 km su strada - 1:29'15 [26]
- 5ª nella Coppa Europa di marcia, ( Leamington Spa),
Classifica a squadre - 45 punti[55]

2008
- 20ª nella Coppa del mondo di marcia, ( Čeboksary), Marcia 20 km su strada - 1:32'38[27]
- 7ª nella Coppa del mondo di marcia, ( Čeboksary), Classifica a squadre - 93 punti[56]

2011
- Bronzo nella Coppa Europa di marcia, ( Olhão), Marcia 20 km su strada - 1:30'55[57]
- 5ª nella Coppa Europa di marcia, ( Olhão), Classifica a squadre - 50 punti[58]

2012
- 7ª nella Coppa del mondo di marcia, ( Saransk), Marcia 20 km su strada - 1:31'25
- 5ª Coppa del mondo di marcia, ( Saransk), Classifica a squadre - 42 punti[59]

2013
- In finale nella Coppa Europa di marcia, ( Dudince), Marcia 20 km su strada - RIT[31]

2015
- 8ª nella Coppa Europa di marcia, ( Murcia), Marcia 20 km su strada - 1:28'01 [60]
- Argento nella Coppa Europa di marcia, ( Murcia), Classifica a squadre - 30 punti[61]

2016
- 4ª ai Mondiali a squadre di marcia, ( Roma), Marcia 20 km su strada 1:28’03 [32]
- 6ª ai Mondiali a squadre di marcia, ( Roma), Classifica a squadre - 86 punti[62]